# 曼纽尔·加米欧
曼纽尔·加米欧（西班牙語：Manuel Gamio Martínez，1883年—1960年7月16日），墨西哥人类学家，考古学家，社会学家。拉丁美洲文学界土著主义运动的领导者之一。他曾在美国师从于美国人类学家法蘭茲·鮑亞士，因此被视为美国人类学界的一分子。他为墨西哥人类学的发展做出了杰出的贡献。